# Gorybia veneficella
Gorybia veneficella är en skalbaggsart som beskrevs av Martins 1976. Gorybia veneficella ingår i släktet Gorybia och familjen långhorningar. Inga underarter finns listade i Catalogue of Life.